# النبوي إسماعيل
لواء محمد النبوي إسماعيل (1925 - 15 يونيو 2009) هو وزير الداخلية المصري، من 3 فبراير 1977 إلى 2 يناير 1982. شهد حادثة اغتيال محمد أنور السادات. حيث لم يتخذ إجراءات أمنية بحق قتلة السادات الفعليين بصفتهم مراكز قوى فى مصر عندما كان السادات رئيساً لمصر